# 沙泰勒聖但尼

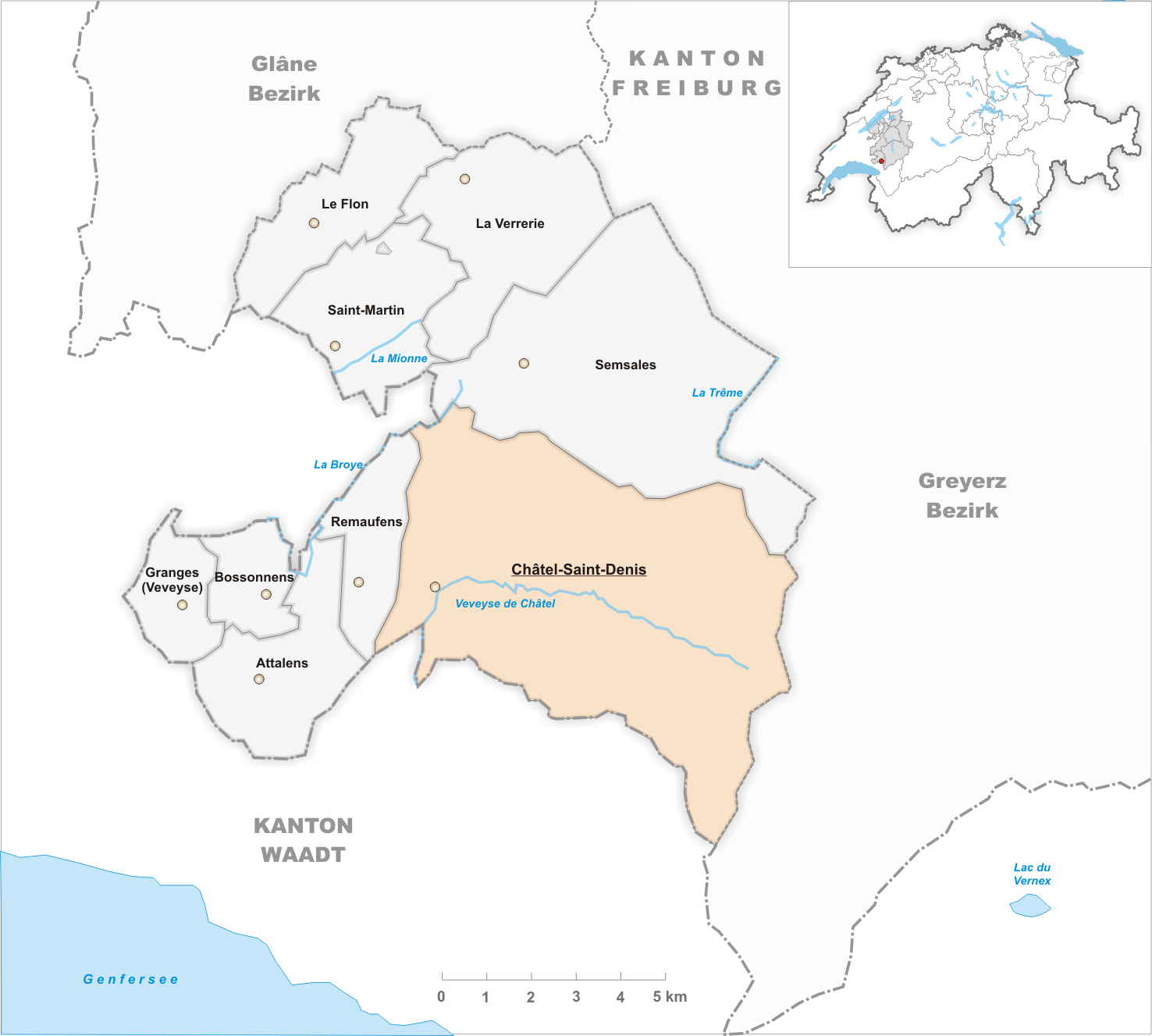
沙泰勒圣但尼市地图

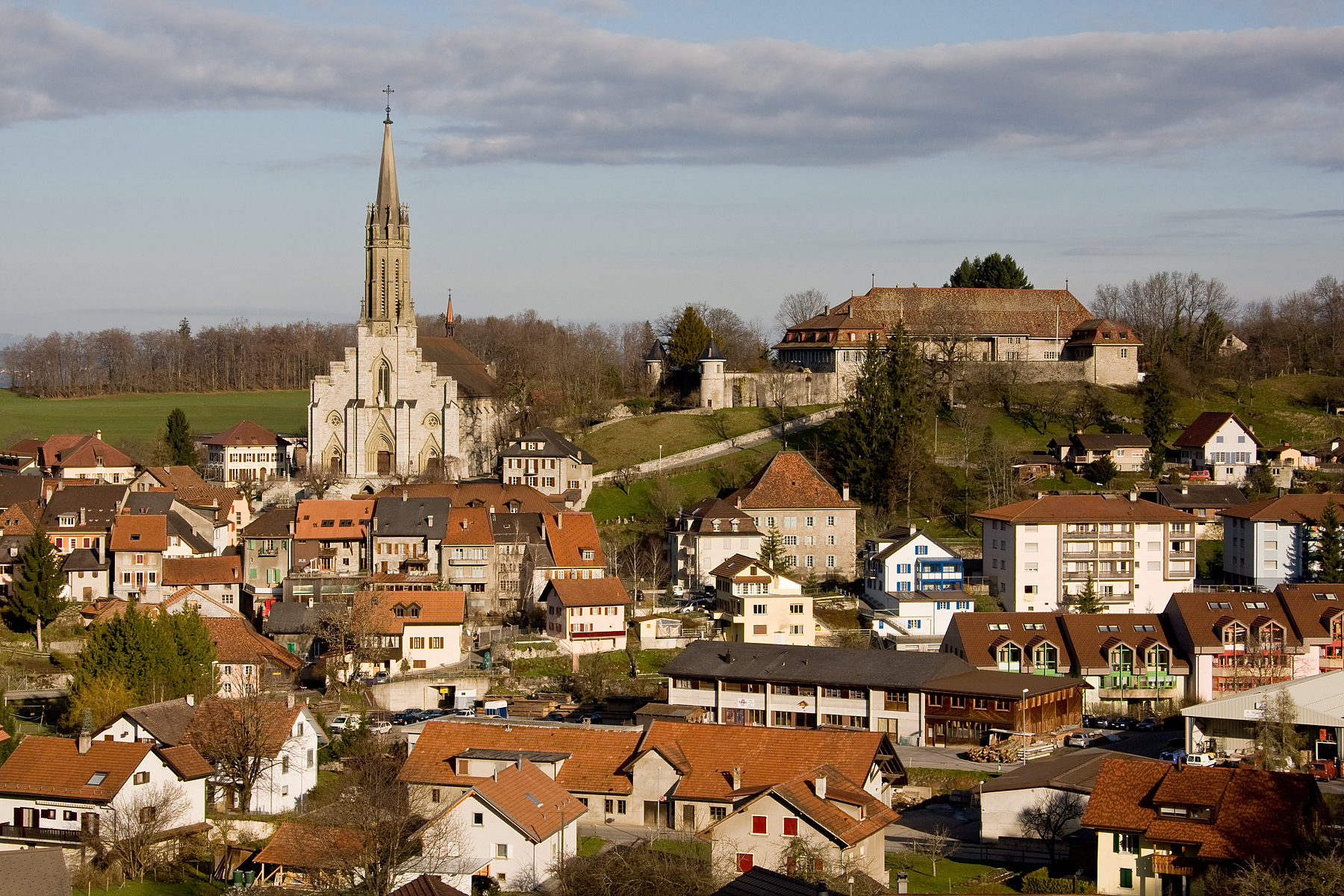
沙泰勒圣但尼市风光

沙泰勒聖但尼是瑞士联邦的城镇，位於該國西部，由弗里堡州負責管轄，面積为47.9平方公里，海拔高度809米，2017年12月31日人口为6,723人，七成人口信奉羅馬天主教。

## 外部連結
- 沙泰勒圣但尼市官网 Archive.today的存檔，存档日期2008-05-20 （英文）/（法文）